# Белрит ан Верденоа
Белрит ан Верденоа (фр. Belrupt-en-Verdunois) насеље је и општина у североисточној Француској у региону Лорена, у департману Меза која припада префектури Верден.
По подацима из 2011. године у општини је живело 509 становника, а густина насељености је износила 54,21 становника/km². Општина се простире на површини од 9,39 km². Налази се на средњој надморској висини од 215 метара (максималној 371 m, а минималној 220 m).

## Демографија
| 1962. | 1968. | 1975. | 1982. | 1990. | 1999. | 2011. |
| ----- | ----- | ----- | ----- | ----- | ----- | ----- |
| 234   | 268   | 308   | 331   | 448   | 466   | 509   |

График промене броја становника у току последњих година